# Banda los Recoditos
Banda los Recoditos ist eine mexikanische Band des Brass Banda.

## Werdegang
Die Band entstand 1989 in Mazatlán im mexikanischen Bundesstaat Sinaloa im Umfeld der Banda Sinaloense el Recodo de Cruz Lizárraga, kurz La Banda el Recodo, die bereits seit 1938 besteht. Die Recoditos veröffentlichten in den 1990er Jahren mehrere Alben. Nachdem zwei wichtige Mitglieder die vielköpfige Gruppe verlassen hatten, wurde es erst einmal ruhig um die verbliebenen Mitglieder, erst 2001 kehrten sie umbesetzt und mit einem lockereren, jugendlicheren Stil zurück. Bei den Premios Oye! wurden sie 2005 als Aufsteiger des Jahres für das Album Si no existieras ausgezeichnet. Weitere erfolgreiche Veröffentlichungen in ihrer Heimat, auch zusammen mit der Banda el Recodo folgten.
Ihren großen internationalen Durchbruch hatten sie 2010 mit dem Album ¡Ando bien pedo!. In den USA eroberten sie sowohl mit dem Album als auch mit dem gleichnamigen Titelsong Platz 1 der jeweiligen Latin-Charts und konnten sich auch in den Billboard 200 platzieren. Zu dieser Zeit hatte die Banda los Recoditos 17 Mitglieder.

## Diskografie

### Alben
| Jahr | Titel                 | Höchstplatzierung, Gesamtwochen, AuszeichnungChartplatzierungen (Jahr, Titel, Platzierungen, Wochen, Auszeichnungen, Anmerkungen) | Höchstplatzierung, Gesamtwochen, AuszeichnungChartplatzierungen (Jahr, Titel, Platzierungen, Wochen, Auszeichnungen, Anmerkungen) | Höchstplatzierung, Gesamtwochen, AuszeichnungChartplatzierungen (Jahr, Titel, Platzierungen, Wochen, Auszeichnungen, Anmerkungen) | Anmerkungen                           |
| Jahr | Titel                 | US | Latin | MX | Anmerkungen                           |
| ---- | --------------------- | --- | --- | --- | ------------------------------------- |
| 2010 | ¡Ando bien pedo!      | US87 (7 Wo.)US | Latin1 Platin · (28 Wo.)Latin | MX— PlatinMX |                                       |
| 2011 | A Toda Madre          | — | Latin15 (18 Wo.)Latin | — |                                       |
| 2012 | Para Ti Solita        | — | Latin8 (6 Wo.)Latin | — |                                       |
| 2013 | El Free               | — | Latin12 (8 Wo.)Latin | MX— ×2DoppelplatinMX |                                       |
| 2014 | Sueño XXX             | US167 (1 Wo.)US | Latin3 (11 Wo.)Latin | MX— ×3DreifachplatinMX |                                       |
| 2016 | Me esta gustando      | US142 (1 Wo.)US | Latin1 (8 Wo.)Latin | — | Erstveröffentlichung: 29. Januar 2016 |
| 2016 | Las Bandas Romanticas | — | Latin47 (2 Wo.)Latin | — |                                       |
| 2017 | Los Gustos Que Me Do  | — | Latin4 (2 Wo.)Latin | — | Erstveröffentlichung: 18. August 2017 |
| 2019 | Perfecta              | — | Latin49 (1 Wo.)Latin | MX1 (3 Wo.)MX | Erstveröffentlichung: 12. Juli 2019   |
| 2019 | Lo Mas Escuchado de   | — | Latin38 (6 Wo.)Latin | — |                                       |

Weitere Alben
- 1995: Lola la bailera
- 1995: Un sólo cielo
- 1995: Canto para tí
- 1996: A bailar de caballito
- 1996: Oye amigo
- 1997: Banda Sinaloense los Recoditos
- 1998: Y todavía hay amor
- 2001: Como la primera vez
- 2004: Puras rancheras
- 2004: Si no existieras
- 2005: En acción
- 2005: Dos enamorados
- 2006: Especialmente para tí
- 2006: Dos generaciones (mit La Banda el Recodo)
- 2007: Vengo a decírte
- 2009: Y seguimos enamorados

### Singles
| Jahr | Titel Album                                    | Höchstplatzierung, Gesamtwochen, AuszeichnungChartsChartplatzierungen (Jahr, Titel, Album, Platzierungen, Wochen, Auszeichnungen, Anmerkungen) | Anmerkungen |
| Jahr | Titel Album                                    | Latin | Anmerkungen |
| ---- | ---------------------------------------------- | --- | ----------- |
| 2010 | Ando Bien Pedo ¡Ando bien pedo!                | Latin1 (31 Wo.)Latin |             |
| 2010 | La Escuelita ¡Ando bien pedo!                  | Latin25 (20 Wo.)Latin |             |
| 2011 | Habitacion 69 A Toda Madre                     | Latin10 (19 Wo.)Latin |             |
| 2011 | Que A Toda Madre (Que A Todo Dar) A Toda Madre | Latin26 (18 Wo.)Latin |             |
| 2012 | Para Ti Solita                                 | Latin26 (15 Wo.)Latin |             |
| 2012 | En Resumen Para Ti Solita                      | Latin21 (20 Wo.)Latin |             |
| 2013 | Cuando Te Entregues A El El Free               | Latin35 (11 Wo.)Latin |             |
| 2013 | Mi Ultimo Deseo El Free                        | Latin7 (27 Wo.)Latin |             |
| 2014 | Mientras Tu Jugabas El Free                    | Latin24 (15 Wo.)Latin |             |
| 2014 | Hasta Que Salga El Sol Sueño XXX               | Latin7 (26 Wo.)Latin |             |
| 2015 | Me Sobrabas Tu Sueño XXX                       | Latin10 (26 Wo.)Latin |             |
| 2016 | Pisteare Me Esta Gustando                      | Latin11 (20 Wo.)Latin |             |
| 2016 | Me Esta Gustando                               | Latin13 (23 Wo.)Latin |             |
| 2017 | Me Esta Tirando El Rollo Me Esta Gustando      | Latin23 (16 Wo.)Latin |             |
| 2017 | No Le Hago Falta –                             | Latin23 (20 Wo.)Latin |             |
| 2018 | Tiempo Los Gustos Que Me Doy                   | Latin28 (14 Wo.)Latin |             |
| 2018 | Te Daran Ganas de Verme Los Gustos Que Me Doy  | Latin45 (2 Wo.)Latin |             |
| 2019 | Perfecta                                       | Latin26 (18 Wo.)Latin |             |
| 2020 | Esta Va Por Ti Perfecta                        | Latin50 (2 Wo.)Latin |             |